# 765 Mattiaca
765 Mattiaca este un asteroid din centura principală, descoperit pe 26 septembrie 1913, de Franz Kaiser.